# Казеозный некроз
Казе́озный некроз (от лат. caseosus — «творожистый» и др.-греч. νέκρωσις — «омертвение») — описание формы смерти биологических тканей, разновидности коагуляционного некроза, выделенного в особую группу из-за своего внешнего вида. Мёртвая ткань выглядит как мягкая, белая белковая творожистой консистенции некротическая масса.

## Причины
Часто казеозный некроз связывают с туберкулёзом. Также он может вызываться сифилисом или определёнными грибками: обычно появление может быть связано с гистоплазмозом, криптококкозом и кокцидиоидомикозом.

## Появление
При казеозном некрозе не сохраняется гистологическая архитектура. При исследовании под микроскопом с окраской гематоксилином и эозином это характеризуется с лишёнными клеток розовыми зонами некроза, окружёнными гранулёматозным воспалительным процессом.
Когда прикорневой лимфатический узел, например, инфицирован возбудителем туберкулеза, и всё идёт к казеозному некрозу, то массово может начать проявляться изменение цвета кожи от сырного желтовато-коричневого до белого, по причине чего этот вид некроза зачастую изображают как комбинацию обоих видов — коагуляционного и колликвационного некрозов.
Тем не менее, в лёгких, более обычен казеозный некроз с гранулированным желтовато-коричневым оттенком поверхности. Разрушение тканей настолько обширно, что существует ряд областей с пустотами (также известных как кистозные пространства).